# E67号線
E67号線 (E67ごうせん、英: European route E67) はヨーロッパを南北に走っている欧州自動車道路のAクラス幹線道路。チェコの首都プラハからポーランド、リトアニア、ラトビア、エストニアを経由し、フィンランドの首都ヘルシンキに至る。
途中、ポーランドの首都ワルシャワからエストニアのタリンまでの970kmは、バルト諸国を縦断することから「ヴィア・バルティカ」（Via Baltica）と呼ばれる。タリンから北端のヘルシンキまではフェリーで接続する（1日約10本）。

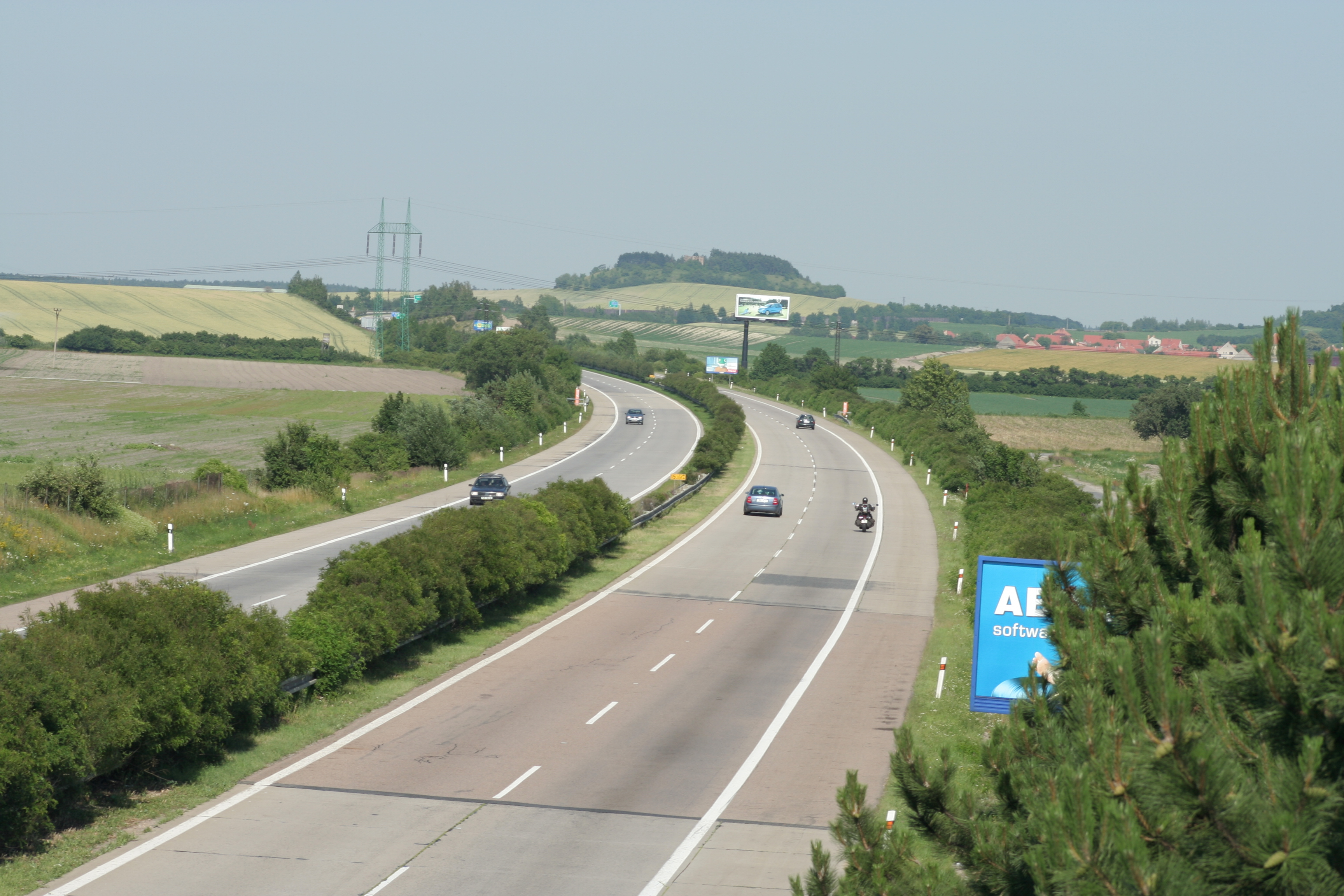
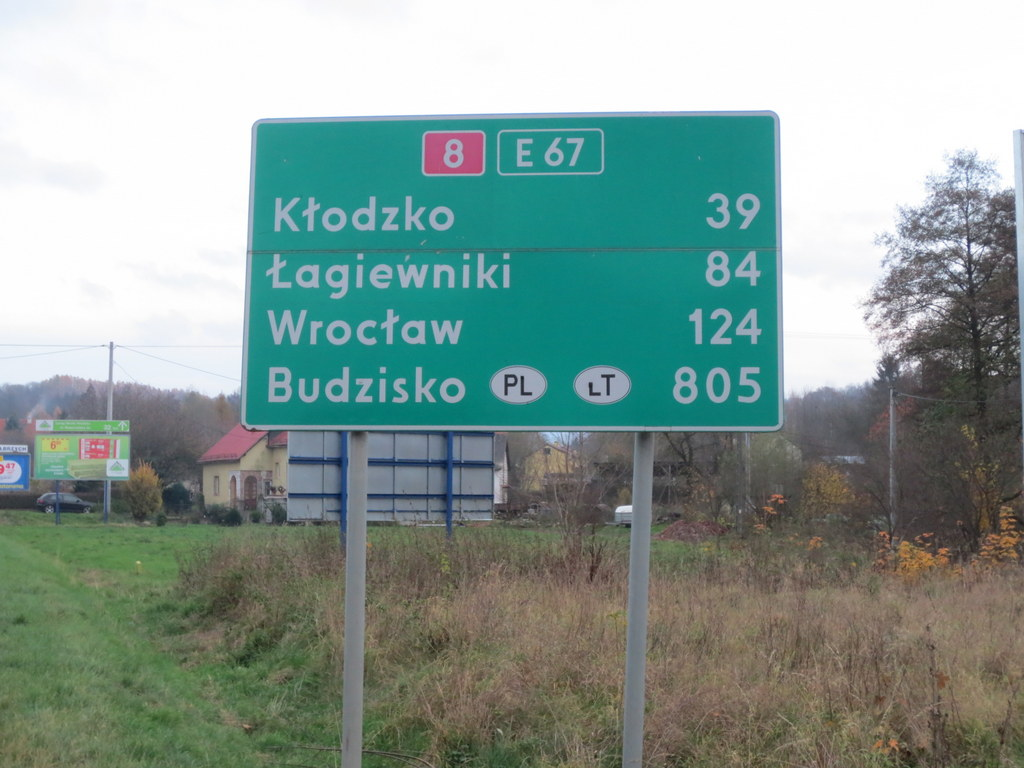
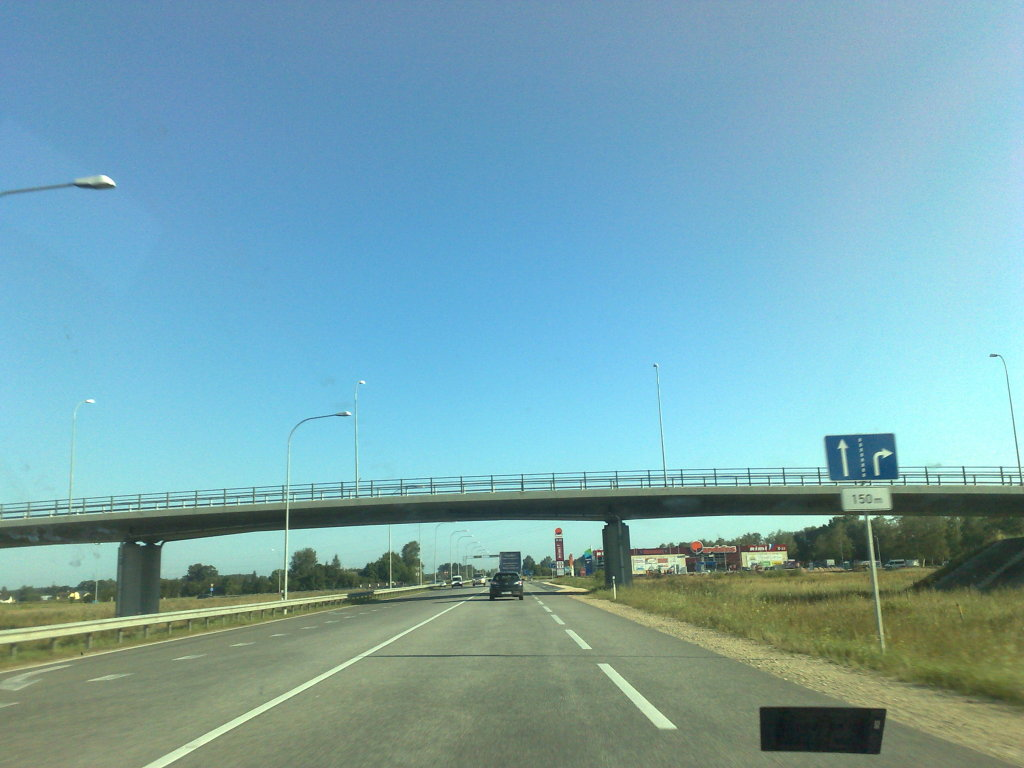
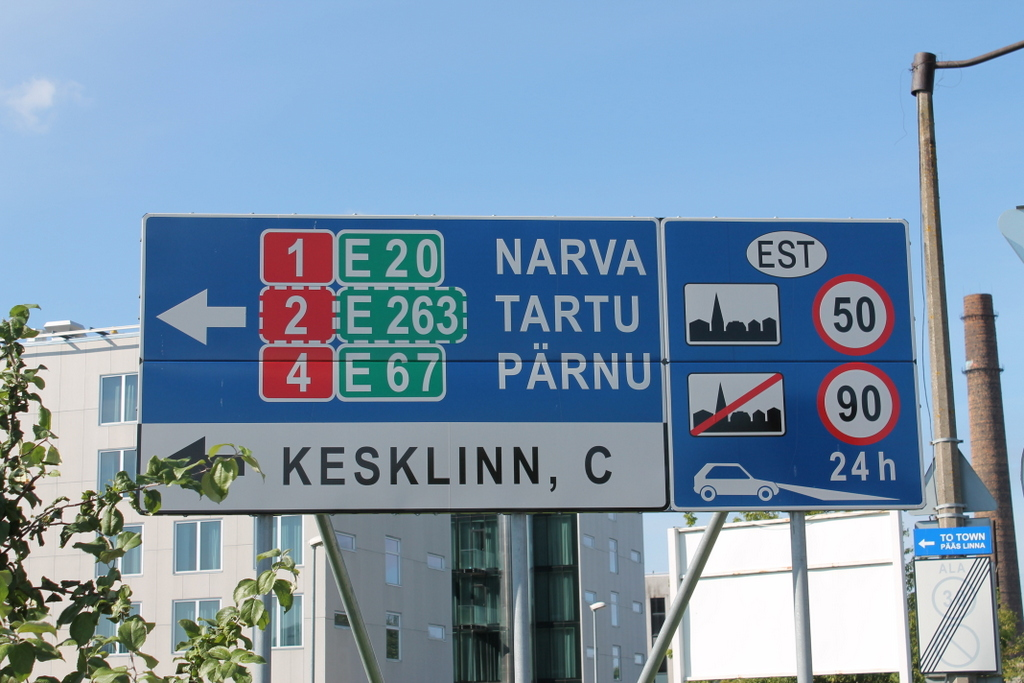

## 経路

### 経過する主要都市
- チェコ
  - プラハ - フラデツ・クラーロヴェー - ナーホト
- ポーランド
  - クウォツコ（英語版） - ヴロツワフ - ピョートルクフ・トルィブナルスキ - ワルシャワ - ビャウィストク
- リトアニア
  - マリヤンポレ - カウナス - パネヴェジース
- ラトビア
  - バウスカ（英語版） - リーガ - アイナジ
- エストニア
  - パルヌ - タリン - 海路
- フィンランド
  - 海路 - ヘルシンキ